# Metepeira bengryi
Metepeira bengryi är en spindelart som först beskrevs av Archer 1958.  Metepeira bengryi ingår i släktet Metepeira och familjen hjulspindlar.
Artens utbredningsområde är Jamaica. Inga underarter finns listade i Catalogue of Life.